# Antonio Acri
Antonio Acri (San Giovanni in Fiore, 2 dicembre 1942 – Catanzaro, 9 dicembre 2009) è stato un politico italiano, presidente della Provincia di Cosenza per due mandati dal 1995 al 2004.

## Carriera politica
Nato a San Giovanni in Fiore il 2 dicembre del '42, Antonio Acri (comunemente chiamato "Tonino"), è stato un politico calabrese. Comincia a far politica nel paese natio, entrando in consiglio comunale nel 1975, e divenendo assessore ai lavori pubblici nel periodo '76 -'79. Nel 1980 viene riconfermato nel consiglio comunale e contemporaneamente debutta nel consiglio provinciale di Cosenza. L'anno successivo è sindaco di San Giovanni in Fiore, carica che manterrà fino al 1989. Nel 1985 viene riconfermato consigliere alla Provincia, divenendo presidente del gruppo consiliare del P.D.S, mentre dal 1988 al 1990 è Assessore allo Sport e ai Servizi Sociali nella Giunta Provinciale di Cosenza.
Il cammino intrapreso nell'amministrazione provinciale di Cosenza si arricchisce ulteriormente nel 1992, quando assume la carica di Assessore al Bilancio. Nel 1995 diventa Presidente della Provincia di Cosenza appoggiato da una coalizione di centro sinistra. Verrà riconfermato nel secondo mandato del 1999, restando in carica fino alla fine del secondo mandato. Nel 1995 diventa Presidente della Commissione Nazionale U.P.I., mentre nel 2000 è Vice Presidente dell'associazione "Lega Nazionale delle Autonomie Locali" (meglio conosciuta come Legautonomie), della quale successivamente diverrà il presidente regionale.
Dopo i mandati da Presidente della Provincia di Cosenza accetta la sfida delle Regionali, venendo eletto Consigliere nel 2005 nella circoscrizione di Cosenza. Nella giunta Loiero ricopre il ruolo di presidente del “Comitato per la qualità e la fattibilità delle leggi”e segretario della “Commissione consiliare regionale” contro il fenomeno della mafia in Calabria.  Sempre nel 2005 diventa membro degli Istituti regionali Ricerca Sperimentazione ed aggiornamenti educativi (I.R.R.S.A.E.) presso il Ministero della Pubblica Istruzione.

## Aspetti politici e vita privata
Sposato dal '72 con Vittoria Mandari, dalla quale avrà due figli, Massimo e Fabio, Tonino Acri mostra sin da giovane un'indole sportiva, confermata dalla laurea Scienze motorie conseguita presso l'ISEF di Napoli. È stato pertanto, giocatore nella squadra locale di San Giovanni in Fiore, la Silana, e successivamente allenatore. La carriera politica, curata sotto tutti gli aspetti, lo porterà ad essere apprezzato da tutti gli schieramenti, anche da parte degli avversari politici. Si distinguerà per la laboriosità e la fattiva realizzazione di innumerevoli opere pubbliche. Da sindaco di San Giovanni in Fiore fu artefice della rinascita culturale della cittadina florense. Negli anni del suo mandato, infatti, viene istituito il Museo cittadino, e ampio risalto darà al Centro Internazionale di Studi Gioachimiti come ente culturale di prestigio regionale. Sempre nei suoi anni da sindaco viene inoltre riaperta al culto l'Abbazia Florense chiusa da oltre un secolo, i cui lavori impegneranno tutta l'amministrazione comunale. Sempre con Acri si darà inizio al recupero del centro storico cittadino con la realizzazione dei giardini antistanti l'Abbazia e la pavimentazione in pietra di alcune strade del centro storico.
Da Presidente della provincia opera soprattutto nella realizzazione di strutture scolastiche e di impianti sportivi che verranno realizzati su tutto il territorio provinciale, ma è ricordato soprattutto per il grande impegno profuso in ambito lavorativo e nella ricerca di creazione di nuovi posti di lavoro.
Muore, dopo una lunga malattia, nel dicembre del 2009, presso una clinica di Catanzaro. La camera ardente è stata preparata nel municipio di San Giovanni in Fiore e la salma salutata da migliaia di persone. I funerali si sono svolti nella Chiesa di San Domenico, nel quartiere nella quale abitava Acri, sotto precisa volontà della famiglia.
A lui è stata intitolata l'aula Commissioni, di Palazzo Campanella, sede del Consiglio regionale della Calabria. Inoltre nel 2019 gli è stata intitolata una piazza a San Giovanni in Fiore.